# Такасу
Такасу (яп. 鷹栖町 Такасу-тё:) — посёлок в Японии, находящийся в уезде Камикава округа Камикава губернаторства Хоккайдо. Площадь посёлка составляет 139,44 км², население — 7274 человека (30 июня 2014), плотность населения — 52,17 чел./км².

## Географическое положение
Посёлок расположен на острове Хоккайдо в губернаторстве Хоккайдо. С ним граничат город Асахикава и посёлок Вассаму.

## Население
Население посёлка составляет 7274 человека (30 июня 2014), а плотность — 52,17 чел./км². Изменение численности населения с 1980 по 2005 годы:
| 1980 | 7509 чел. |  |
| 1985 | 7317 чел. |  |
| 1990 | 6930 чел. |  |
| 1995 | 6871 чел. |  |
| 2000 | 7165 чел. |  |
| 2005 | 7261 чел. |  |

## Символика
Деревом посёлка считается Sorbus commixta, цветком — бархатец.